# Wandsworth
Wandsworth – dzielnica Londynu, leżąca w gminie London Borough of Wandsworth. Wandsworth wspomniane zostało w Domesday Book (1086) jako Wand(el)/Wendelesorde. W dzielnicy znajduje się największe brytyjskie więzienie HMP Wandsworth, w którym przebywa ponad 1800 skazanych.